# Bad Birnbach
Bad Birnbach, do roku 1987 Birnbach, je tržní obec v německé spolkové zemi Bavorsko, v zemském okrese Rottal-Inn, ve vládním obvodu Dolní Bavorsko. Bad Birnbach je známý svými termálními lázněmi Rottal Terme a patří do dolnobavorského lázeňského trojúhelníku (Bad Füssing, Bad Griesbach im Rottal a Bad Birnbach).

## Historie
Birnbach byl znám již v raném středověku. V roce 1939 hledala Bayerische Mineralölindustrie AG poblíž Birnbachu ropu. Místo ropy byla objevena termální voda. Na příkaz říšské vlády musel být vrt zasypán. V roce 1973 byly znovu proveden zkušební vrt a dne 21. září 1973 byl v hloubce 1700 metrů objeven termální pramen. V roce 1974 byl položen základní kámen lázeňské budovy, která byla postavena podle vzoru bavorského čtyřstranného dvora. Severně od Birnbachu vznikla čistě rekreační oblast, prostorově oddělená od lázeňského centra. V červenci 1976 byly termální lázně otevřeny pod názvem Rottal Terme. Dne 11. prosince 1979 byla otevřena přístavba termálních lázní. Birnbach výrazně změnil svůj vzhled; vzniklo tržiště obklopené obchody s arkádami, nová radnice, turistická kancelář a pošta, hotely, banky a podniky. V roce 1984 byl Birnbach povýšen na tržní město a v roce 1987 získal titul lázeňského města.

## Pamětihodnosti
- Římskokatolický farní kostel Nanebevzetí Panny Marie[3]

## Rottal Terme
Celkem má Rottal-Terme 31 bazénů. Termální prameny v Rottal Terme jsou prameny hydrogenuhličitanu sodného s obsahem fluoridu. Léčí mimo jiné: deformující onemocnění kloubů, chronická zánětlivá revmatická onemocnění, chronická degenerativní onemocnění páteře a revmatismus měkkých tkání.